# Elāyirampannai
Elāyirampannai är en ort i Indien.   Den ligger i distriktet Virudhunagar och delstaten Tamil Nadu, i den södra delen av landet, 2 200 km söder om huvudstaden New Delhi. Elāyirampannai ligger 103 meter över havet och antalet invånare är 6 473.
Terrängen runt Elāyirampannai är platt. Runt Elāyirampannai är det tätbefolkat, med 343 invånare per kvadratkilometer. Närmaste större samhälle är Kovilpatti, 12,0 km söder om Elāyirampannai. Omgivningarna runt Elāyirampannai är en mosaik av jordbruksmark och naturlig växtlighet.